# 霍赫貝格山
47°32′33″N 9°48′10″E / 47.54250°N 9.80278°E

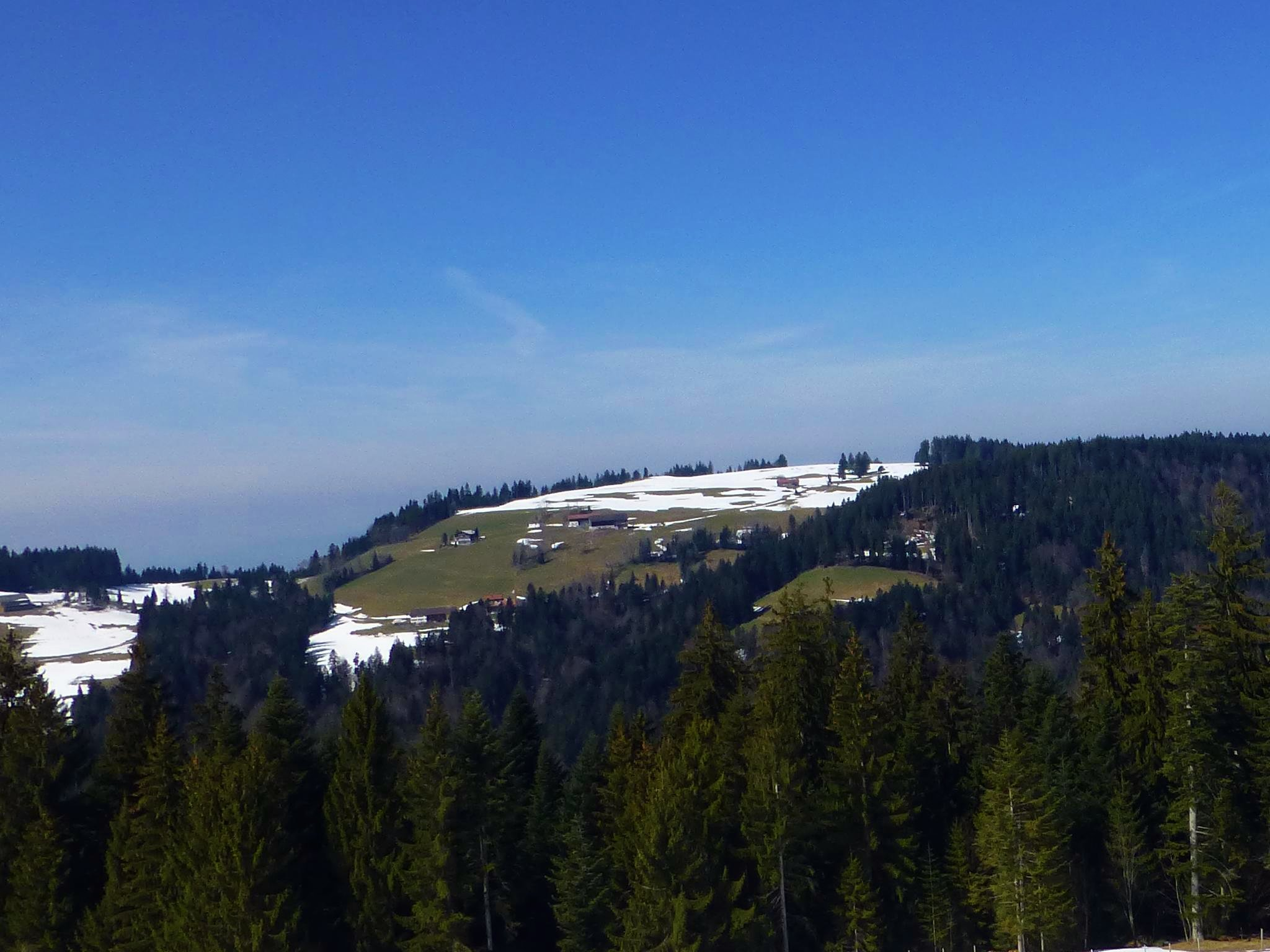

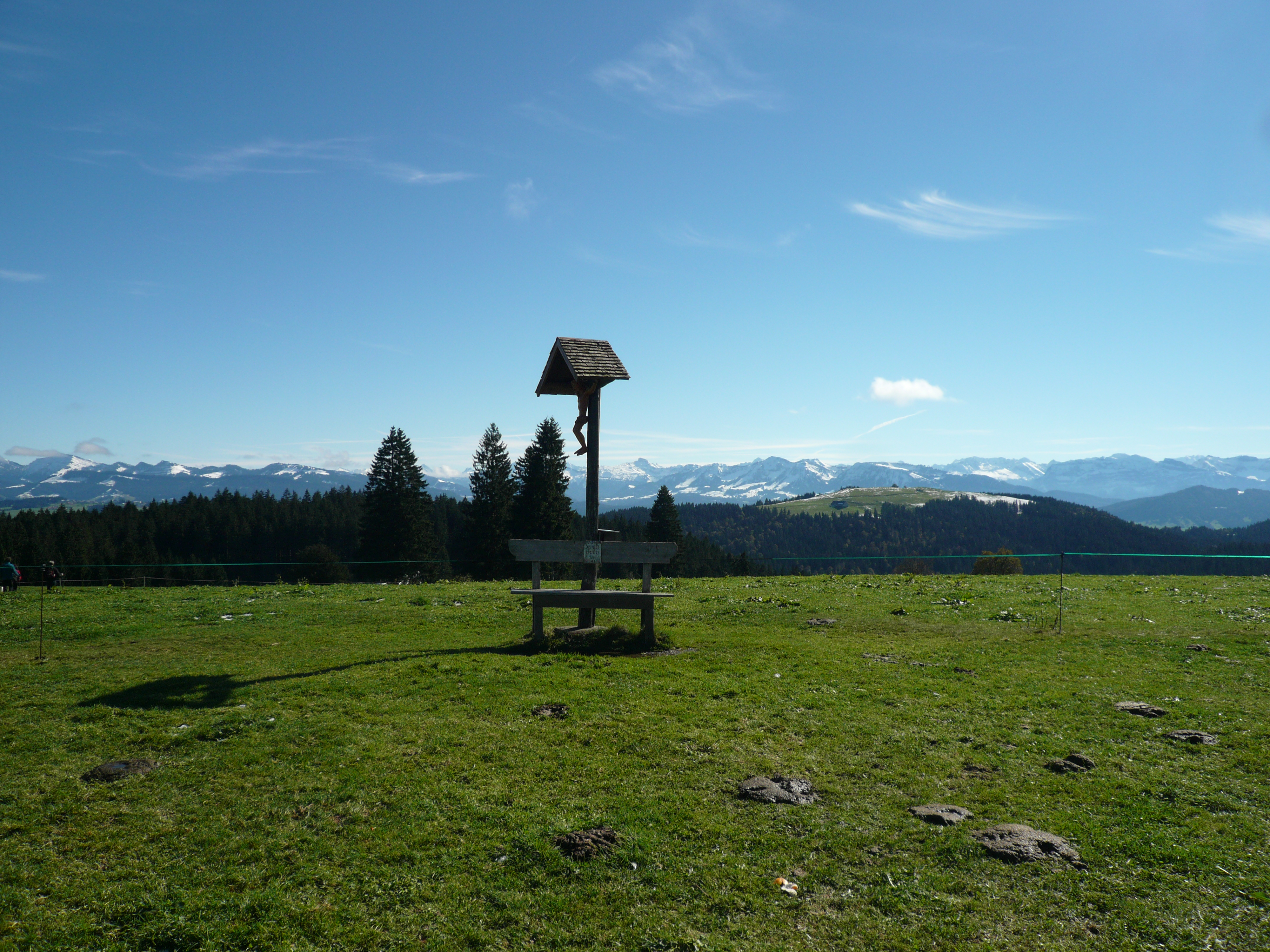

霍赫貝格山（德語：Hochberg），是奧地利的山峰，位於該國西部，由福拉爾貝格州負責管轄，屬於阿爾高阿爾卑斯山脈的一部分，距離希爾施山2.4公里，海拔高度1,069米，每年平均降雨量1,852毫米。